# ホンドオコジョ
ホンドオコジョ（Mustela erminea nippon）は、イタチ科イタチ亜科イタチ属オコジョ種の亜種で、本州の東北地方や中部地方などに生息するオコジョである。
本種は「ヤマイタチ」、「クダギツネ」とも呼称される。志賀高原では「山の妖精」と呼ばれて親しまれており、本種をモチーフにしたマスコット『おこみん』によるPRが行われている。本種とエゾオコジョとの主な相違点は躯体の大きさで、本種の方が小さい。

## 分布
本州の東北地方や中部地方などの山岳地帯。関東地方の日光市では標高1,200m以上の山岳地帯に生息する。本種の生息地域に野生化したミンクが生息している地域では、ミンクとの生存競争で劣勢に立たされており、その地域では本種の個体数が減少している。本種は準絶滅危惧種（NT）に指定されている。

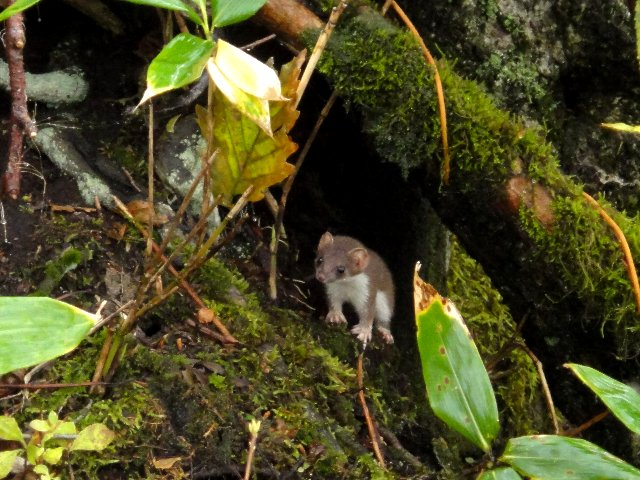
葉山(山形県)2013年10月

## 特徴
成獣の大きさはオスとメスで異なり、オスの方が大きく、体長はオスが約18 - 20cm、メスが約14 - 17cm。尾長は、オスが約5 - 7cm、メスが約6cm。体重は、オスが約200g、メスが約160g。毛色は、下顎から腹部にかけては1年を通して白色。尾の先端は1年を通して黒色。それ以外の部位の毛色は夏毛と冬毛で異なり、夏毛は褐色、冬毛は白色。換毛期は、夏毛への換毛は初春。積雪期には冬毛への換毛しており、白色となる。

## 生態
本種の行動は基本的には単独行動で、オスの活動範囲はメスのよりも広く、複数のメスの活動範囲と重なり、その広さは約40 - 80ha。メスの活動範囲は約20 - 50ha。同性間では活動範囲が重ならず、縄張りを持っている。木に登ることや泳ぐこともできる。
巣は、樹洞や岩と岩の間に開いた隙間である。
食性は主に動物食で、ネズミやリスなどであるが、本種よりも大型のノウサギを捕食することもある。また山小屋の残飯を食べることもある。

### 繁殖
出産時期は春で、巣穴で4 - 6匹の新生子を出産する。

## その他
本種は長野県から天然記念物の指定を受けている。